# Sinoutskerke en Baarsdorp
Sinoutskerke en Baarsdorp est une ancienne commune néerlandaise de la province de la Zélande.
La commune était constituée des hameaux de Sinoutskerke et de Baarsdorp. Ce fut une commune éphémère : dès le 1er janvier 1816, la commune est supprimée et rattachée à 's-Heer Abtskerke.